# Denison (Texas)
Denison is een plaats (city) in de Amerikaanse staat Texas, en valt bestuurlijk gezien onder Grayson County.

## Demografie
Bij de volkstelling in 2000 werd het aantal inwoners vastgesteld op 22.773.
In 2006 is het aantal inwoners door het United States Census Bureau geschat op 23.957, een stijging van 1184 (5.2%).

## Geografie
Volgens het United States Census Bureau beslaat de plaats een oppervlakte van
59,3 km², waarvan 58,5 km² land en 0,8 km² water.

## Plaatsen in de nabije omgeving
De onderstaande figuur toont nabijgelegen plaatsen in een straal van 16 km rond Denison.

## Geboren
- Dwight D. Eisenhower (1890-1969), generaal en 34e president van de Verenigde Staten
- Walt Kinney (1893-1971), honkbalspeler
- John Hillerman (1932-2017), acteur
- Chesley Sullenberger (1951), piloot